# Chiền chiện đồng hung
Chiền chiện đồng hung, tên khoa học Cisticola juncidis, là một loài chim trong họ Cisticolidae.
Loài chim này có phạm vi sinh sản bao gồm miền nam châu Âu, châu Phi (bên ngoài sa mạc và rừng nhiệt đới) và miền nam châu Á xuống phía bắc Australia. Một con chim nhỏ được tìm thấy chủ yếu ở đồng cỏ, nó được xác định tốt nhất bởi lông đít màu nâu đỏ; đồng thời, nó không có bất kỳ lông màu vàng nào trên cổ và đuôi màu nâu có đỉnh màu trắng. 

## Hình ảnh

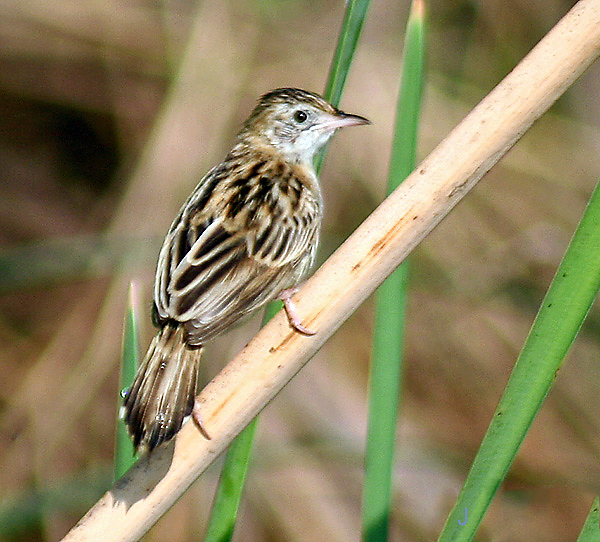
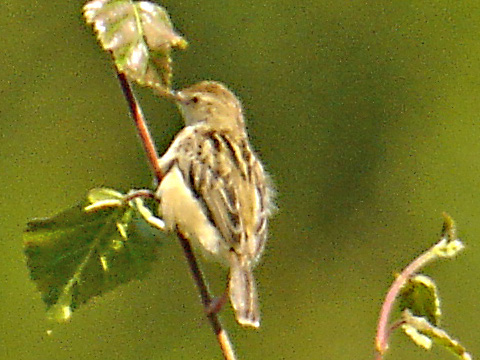
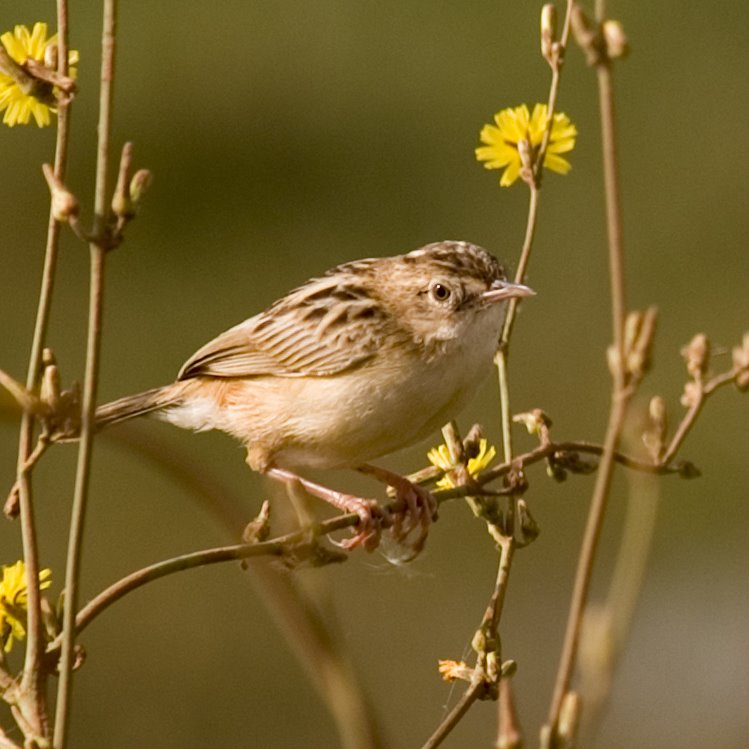
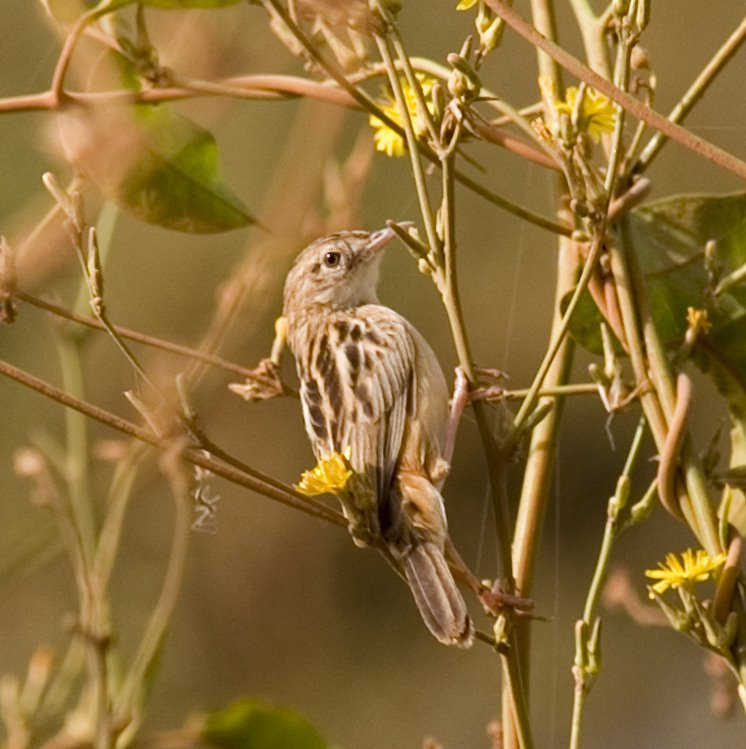
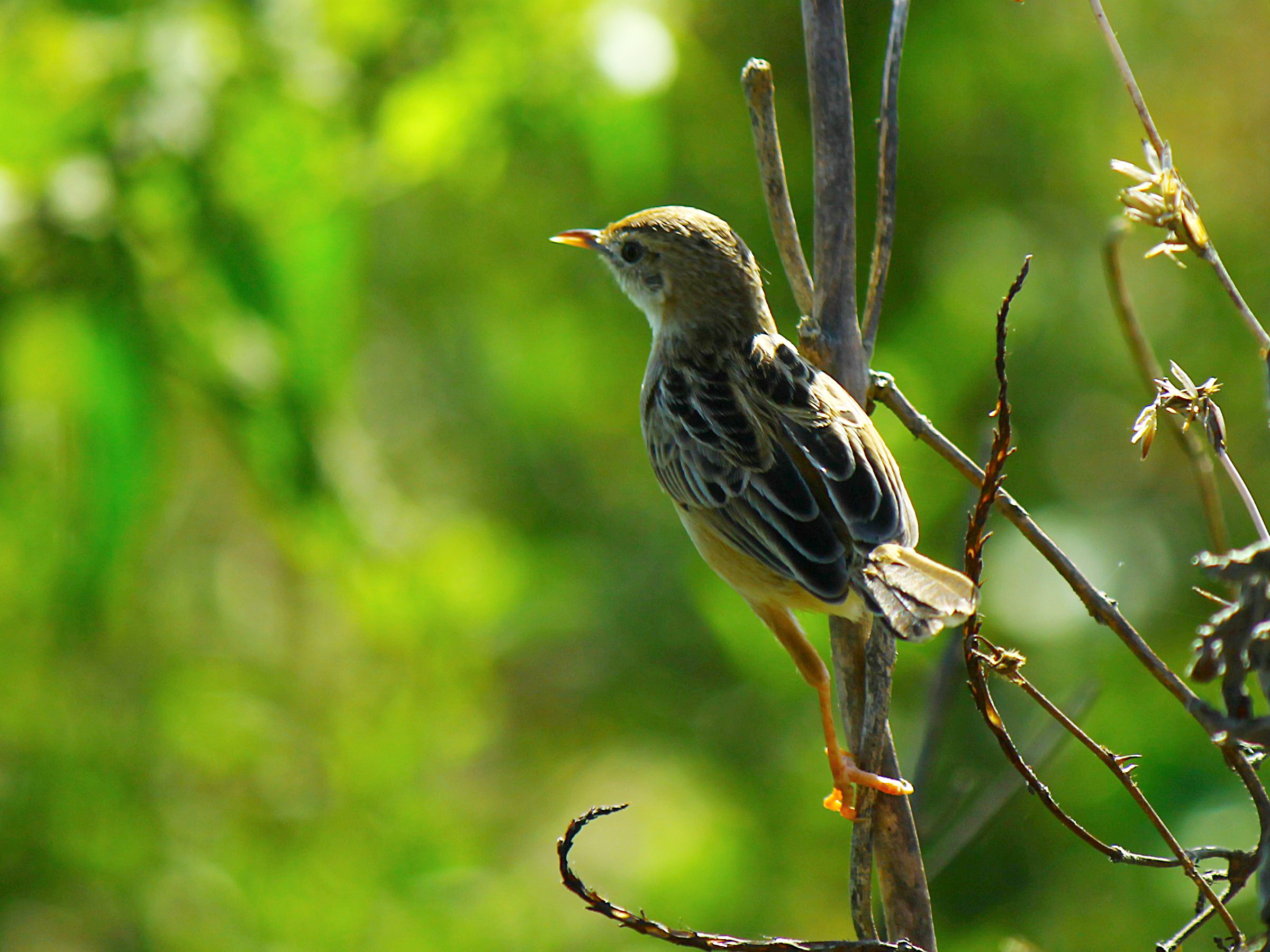
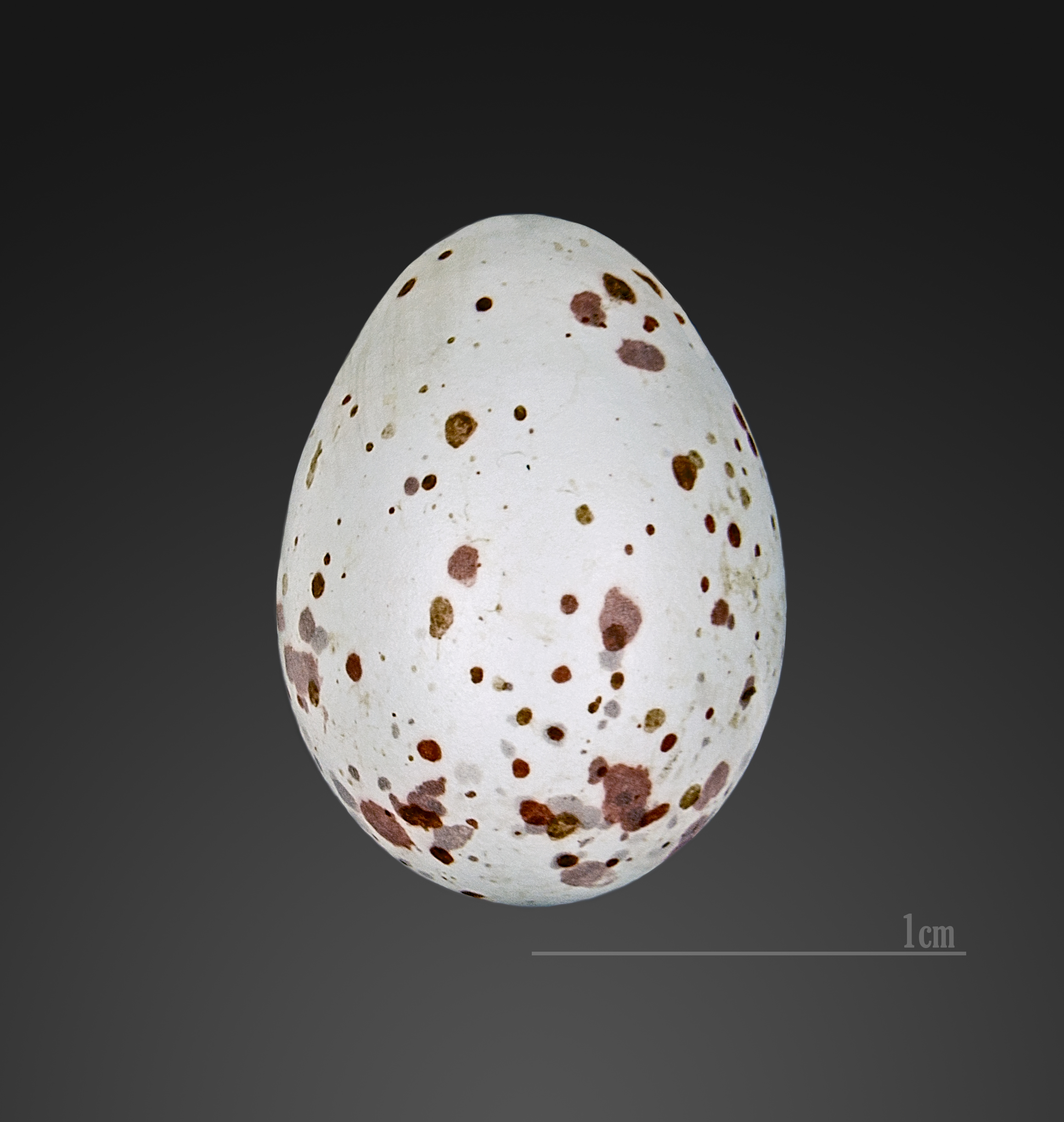